# Sistema tempo-invariante
Un sistema tempo-invariante o sistema stazionario, talvolta abbreviato in TIV (dall'acronimo inglese Time-Invariant System), è un sistema dinamico in cui l'uscita non dipende esplicitamente dal tempo. I sistemi tempo-invarianti sono descritti matematicamente da equazioni autonome e dalla funzione di trasferimento, e sono caratterizzati dal fatto che se un ingresso {\displaystyle x(t)} produce l'uscita {\displaystyle y(t)} allora per ogni ingresso traslato {\displaystyle x(t+\delta )} si ha un'uscita traslata dello stesso fattore {\displaystyle y(t+\delta )}.
Tra i sistemi stazionari maggiormente studiati ci sono quelli lineari.

## Definizione
Si consideri l'operatore di traslazione {\displaystyle \mathbb {T} _{r}} che trasla {\displaystyle x=x(t)} di un fattore {\displaystyle r}. Per esempio, se {\displaystyle r=1} l'azione di {\displaystyle \mathbb {T} _{1}} è:
{\displaystyle {\tilde {x}}_{1}=\mathbb {T} _{1}x=x(t+1)=\,\!\delta (t+1)*x(t)\qquad \forall \,t\in \mathbb {R} }
Se si rappresenta il sistema attraverso un operatore {\displaystyle \mathbb {H} }, il sistema è tempo-invariante se {\displaystyle \mathbb {H} } commuta con l'operatore di traslazione:
{\displaystyle \mathbb {T} _{r}\,\mathbb {H} =\mathbb {H} \,\mathbb {T} _{r}\qquad \forall r}
In altri termini, il sistema:
{\displaystyle y=\mathbb {H} x}
è tempo-invariante se applicando prima {\displaystyle \mathbb {H} } su {\displaystyle x}:
{\displaystyle \mathbb {T} _{r}\,\mathbb {H} x=\mathbb {T} _{r}y=y_{r}}
oppure applicando prima {\displaystyle \mathbb {T} _{r}}:
{\displaystyle \mathbb {H} \,\mathbb {T} _{r}x=\mathbb {H} \,x_{r}}
si ottiene il medesimo risultato:
{\displaystyle \mathbb {H} x_{r}=y_{r}}
ovvero l'ordine con cui agiscono i due operatori non cambia la loro azione complessiva.